# H. Beam Piper
Henry Beam Piper (Altoona, 23 de março de 1904 – Williamsport, 4 de novembro de 1964) foi um escritor estadunidense de ficção científica. Ele foi o autor de muitos contos e vários romances, dentre os quais, a longa série de história futura dos Terro-Humanos e os contos da série "Paratime" de história alternativa são os mais conhecidos.
Ele escrevia sob o nome de H. Beam Piper, sendo que o significado do "H" e a data de sua morte variam de acordo com a fonte. Para alguns, a inicial seria de "Horace" e não de "Henry" (o nome que está gravado em sua sepultura). O próprio Piper pode ter contribuído para essa confusão, ao declarar que o "H" realmente era de "Horace", o que dá a entender que ele não gostava do próprio nome.

### Em inglês
- Obras de H. Beam Piper (em inglês) no Projeto Gutenberg
- (em inglês)-Bibliografia em SciFan
- (em inglês)-Biografia de H. Beam Piper em Spacelight
- (em inglês)-Foto e localização do túmulo de Henry Beam Piper

### Em português
- (em português)-Alienígenas na Ficção-Científica por Gerson Lodi-Ribeiro em Ceticismo Aberto. Acessado em 21 de maio de 2007.
- (em português)-O escritor é mais que sua obra? por Luís Filipe Silva em Eventos. Acessado em 21 de maio de 2007.